# لاس هرنسیاس
لاس هرنسیاس (به اسپانیایی: Las Herencias) یک شهرستان در اسپانیا است که در استان تولدو واقع شده‌است.

## خصوصیات
لاس هرنسیاس ۹۱ کیلومترمربع مساحت و ۷۵۹ نفر جمعیت دارد و ۳۶۳ متر بالاتر از سطح دریا واقع شده‌است.